# Београд мала
Београд мала је нишко градско насеље. Налази се у градској општини Црвени Крст.

## Назив
Назив је добило по капији на Тврђави која гледа ка Београду.